# Даржия Аппакова
Даржия Аппакова (на татарски: Дәрҗия Аппакова) е татарска съветска журналистка, писателка и драматург на произведения в жанра драма и детска литература.

## Биография и творчество
Даржия Сейфулловна Аппакова е родена на 2 март 1898 г. в село Байгулово, Казанска губерния, Руска империя (сега в Нижнекамски район, Татарстан), в бедно селско семейство на кряшенски татари. Завършва централното кряшенско-татарско училище в Казан, като получава специалност за учителка. В периода 1914 – 1919 г. работи като учителка в Казан и в родното си село. Едновременно, в периода 1919 – 1925 г., е кореспондент на вестник „Кызыл Алям“ (Червено знаме). През 1920 – 1921 г. завършва Казанската съветска партийна школа.
В периода 1922 – 1923 г. учи драматургия към студиото по драматургия към Казанския болшой драматичен театър. В периода 1923 – 1925 г. работи като актриса в трупата на Казанския политически отдел на Червената армия и като инструктор в Окръжния комитет на Комсомола. В периода 1928 – 1943 г. живее в Централна Азия – в Узбекистан и Туркменистан, където е учителка и възпитателка на женски групи. Връща се в Казан през 1943 г. и се посвещава на писателската си дейност.
Започва своята литературна дейност през 1932 г. в Узбекистан, като пише главно детска литература.
Основната тема на творбите ѝ е борбата на трудещите се в Узбекистан и Туркменистан за колективизацията в селското стопанство. Разказите ѝ „Мамет и стария Амон“ (1934) и „Хората“ (1937) представят истории за тежкото положение на туркменските и циганските деца преди Октомврийската революция. Разказът ѝ „Историята на Малкия Бану“ (1938) показва безнадеждния живот на татарските работници във фермите и промените в тяхното ежедневие след революцията.
Член е на Съюза на писателите на СССР от 1935 г.
Авторка е на няколко пиеси. Пиесата ѝ „Находчивият младеж“ е поставена за пръв път в Татарския театър „Галиаскар Камал“ (на името на татарския писател Галиаскар Камал), а пиесите ѝ „Приспивна песен“ и „Илдус“ – от татарската трупа в Казанския младежки театър.
Даржия Аппакова умира на 28 май 1948 г. в Казан, Русия.

## Произведения

### Проза
- Рөстәм ()
- Кечкенә Бануның тарихи (1935)
- Шагырдавыклы башмаклар (1948) – сборник
- Хикәяләр һәм пьесалар (1953) – сборник
- Избранные произведения (1957)

### Пиеси
- Тапкыр егет (1943)
- Шүрәле (1944),
- Бишек җыры (1946)
- Находчивый юноша (1945)
- Ильдус (1947, постановка 1950)
- Колыбельная песня (1949)